# 수세미 (도구)

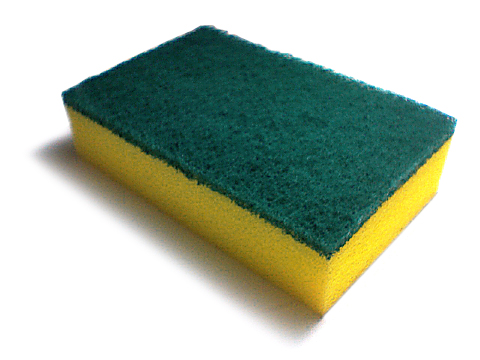
녹색 나일론 스펀지가 있는 수세미

수세미는 물세탁용 청소 도구이다. 전통적으로 수세미는 당종려로 만들어졌다. 일본에서는 문지르거나 씻는 데 사용되는 스펀지가 현재 타와시(たわし 또는 束子) 형태로 취급된다. 금속성 수세미(金属たわし)는 금속으로 만들어진다. 강철, 스테인리스강, 황동이 자주 선택된다. 녹을 제거하는 데 사용할 수 있다.

## 같이 보기
- 스펀지